# Bucheum
Das Bucheum (oder Bucheion) war ein altägyptischer Grabbezirk der heiligen Buchis-Stiere von Armant. Er lag fünf Kilometer südwestlich von Malqata und wurde von der 30. Dynastie bis in die römische Kaiserzeit genutzt. Die Oberbauten des ummauerten Temenos sind verschwunden. Erforscht wurden bisher die eingestürzten unterirdischen Korridore mit ungefähr 33 seitlich abzweigenden, gewölbten Grabkammern mit den Steinsarkophagen der Stiere. 300 m östlich befand sich die kleinere Anlage für die Buchis-Mütter (Baqaria).